# Республика Биак-на-Бато
Республика Биак-на-Бато (тагал. Republika ng Biak-na-Bato) — кратковременно существовавшее непризнанное государство на территории Филиппин, возникшее в результате Филиппинской революции, предшественница Первой Филиппинский республики.

## История
Республика Биак-на-Бато была одним из ряда филиппинских революционных государств, которые были образованы для изгнания испанского колониального режима на Филиппинах, но не смогли получить международного признания. Ей предшествовали два столь же непризнанных правительства: правительство Техероса и Центральный исполнительный комитет.
Первоначальная концепция республики зародилась во время последней фазы Филиппинской революции, когда лидер революции Эмилио Агинальдо был окружен испанскими войсками в своей штаб-квартире в Талисае и Батангасе. Агинальдо проскользнул через испанский кордон и с 500 повстанцами направился в Биак-на-Бато, дикую местность в городе Сан-Мигель. Когда весть о прибытии Агинальдо достигла городов Лусона, мужчины из провинций Илокос, Нуэва-Эсихи, Пангасинана, Тарлака и Самбалеса возобновили вооруженное сопротивление испанцам.
Не сумев убедить революционеров сложить оружие, генерал-губернатор Примо де Ривера 2 июля 1897 года издал указ, запрещающий жителям покидать свои дома и уходить в партизанские отряды. Вопреки его ожиданиям, филиппинцы продолжали сражаться. В течение нескольких дней Агинальдо и его люди планировали формирование полноценного государства. Агинальдо выпустил из своего убежища в Биак-на-Бато прокламацию под названием «Храбрым сынам Филиппин», в которой перечислил свои революционные требования следующим образом:
1. изгнание монахов и возвращение филиппинцам земель
2. представительство в испанских кортесах
3. свобода прессы и лояльность ко всем конфессиям
4. равное обращение и оплата труда государственных служащих Филиппин
5. отмена полномочий правительства по изгнанию гражданских лиц
6. юридическое равенство всех людей.

1 ноября 1897 года была подписана временная конституция Республики Биак-на-Бато. Преамбула конституции содержала следующее заявление:
«Отделение Филиппин от испанской монархии и их образование в независимое государство с собственным правительством под названием Филиппинская Республика было целью, к которой стремилась Революция в ходе существующей войны, начавшейся 24 августа 1896 года; и поэтому от её имени и властью, делегированной филиппинским народом, верно интерпретируя их желания и амбиции, мы, представители Революции, на собрании в Биак-на-бато, 1 ноября 1897 года, единогласно принимаем следующие статьи Конституции государства».
К концу 1897 года генерал-губернатор Примо де Ривера смирился с невозможностью подавить революцию силой оружия. В заявлении для Генеральных кортесов он сказал: «Я могу взять Биак-на-Бато, любой военный может взять его, но я не могу ответить, что смог бы подавить восстание». Желая заключить мир с Агинальдо, он послал к нему эмиссаров в поисках мирного урегулирования. Ничего не было достигнуто, пока Педро Патерно, юрист из Манилы, не вызвался выступить в качестве переговорщика
9 августа 1897 года Патерно предложил Агинальдо мир, основанный на реформах и амнистии. В последующие месяцы, практикуя челночную дипломатию, Патерно много путешествовал между Манилой и Биак-на-Бато, внося предложения и контрпредложения. Усилия Патерно привели к мирному соглашению, получившему название Пакт Биак-на-Бато. Это состояло из трех документов, первые два из которых были подписаны 14 декабря 1897 года, а третий был подписан 15 декабря, фактически положив конец Республике Биак-на-Бато.